# رونالد موكيبي
رونالد موكيبي (بالسويدية: Ronald Mukiibi)‏ (16 سبتمبر 1991 بالسويد - ) هو لاعب كرة قدم سويدي في مركز الدفاع. لعب مع نادي أوسترسوند ونادي هكن وGunnilse IS ‏ وQviding FIF ‏.

## روابط خارجية
- رونالد موكيبي على موقع اتحاد السويد (السويدية)
- رونالد موكيبي على موقع قاعدة بيانات كرة القدم.إي يو (الإنجليزية)
- رونالد موكيبي على موقع ناشيونال فوتبول تيمز (الإنجليزية)
- رونالد موكيبي على موقع Soccerway.com (الإنجليزية)